# Incrupila
Incrupila — рід грибів родини Hyaloscyphaceae. Назва вперше опублікована 1970 року.